# William Sherard
William Sherard (Leicestershire, 27 de fevereiro de 1659 — Londres, 11 de agosto de 1728) foi um botânico britânico.

## Vida
Ele ainda é uma figura pouco conhecida daquela época, vindo de origens humildes. No entanto, ele trabalhou duro e sua educação permitiu-lhe subir na sociedade.
Sherard nasceu em Bushby, Leicestershire e estudou no St John's College, Oxford de 1677 a 1683. Ele estudou botânica de 1686 a 1688 em Paris com Joseph Pitton de Tournefort e foi amigo e aluno de Paul Hermann em Leyden de 1688 a 1689 que também estudou com Tournefort neste momento. Em 1690 ele estava na Irlanda como tutor da família de Sir Arthur Rawdon em Moira, County Down.
Sherard foi cônsul britânico em Esmirna de 1703 a 1716, período em que acumulou uma fortuna. Quando retornou à Inglaterra, tornou-se patrono de outros naturalistas, incluindo Johann Jacob Dillenius, Pietro Antonio Micheli, Paolo Boccone e Mark Catesby. Ele também foi fundamental na publicação de Botanicon parisiense de Sebastien Vaillant (1727) e Musaeum zeylanica de Hermann. Com seu dinheiro, ele dotou a Cátedra de Botânica da Universidade de Oxfordcom a estipulação de que vá para Dillenius. Com sua morte, James Sherard ficou encarregado de executar o testamento de William. Ele negociou com sucesso a doação de seu irmão da cátedra Sherardian de Botânica na Universidade de Oxford; seguindo os termos do testamento, Dillenius foi nomeado o primeiro professor Sherardian. Por seu trabalho em dotar a cátedra, Sherard recebeu um doutorado em medicina pela universidade em 1731.

## Trabalho
Sherard ajudou a moldar a taxonomia que na época ainda estava em evolução. Seu trabalho com Ray, Tournefort, Vaillan Hermann e Dillenius ajudou a definir consideravelmente o trabalho de Lineu, o pai da taxonomia moderna.
Ele contribuiu para o Stirpium de John Ray publicado em 1694. Ele co-editou o Paradisus Batavus de Paul Hermann (1698) após a morte de Hermann em 1695. Por volta de 1700 ele embarcou em uma continuação do Pinax de Caspar Bauhin que ele nunca terminou.
William Sherard era o irmão de James Sherard. O famoso Hortus Elthamensis de Dillenius, frequentemente citado por Linnaeus, era uma descrição das plantas raras que James Sherard cultivava em seu jardim em Eltham em Kent (agora dentro dos limites da Grande Londres). Conforme declarado na página de rosto e no prefácio do trabalho de Dillenius, William Sherard fez grande parte da parte taxonômica do trabalho.

O gênero Sherardia foi nomeado em sua homenagem por Sébastien Vaillant em 1718. 